# Cmentarz żydowski w Izbicy
Cmentarz żydowski w Izbicy – został założony w 1754 roku. Ma powierzchnię 1,32 ha. Na terenie nekropolii znajduje się pomnik ku czci ofiar Holokaustu i izbickich Żydów. Cmentarz znajduje się w bazie danych nagrobków cmentarzy żydowskich w Polsce. 
Podczas II wojny światowej Niemcy niemal doszczętnie zdewastowali nekropolię – stare, zabytkowe macewy wykorzystano do prac budowlanych, między innymi w areszcie gestapo, do naszych czasów zachowały się tylko pojedyncze nagrobki. W czasie drugiej wojny światowej aż do 1943 roku Niemcy przeprowadzali na jego terenie egzekucje Żydów z izbickiego getta. Łącznie zginęło w nich około 4500 ludzi, z czego najwięcej w listopadzie 1942 – 2 listopada 1942 r. nastąpiła likwidacja getta tranzytowego. 
W 1995 r.  z inicjatywy naczelnego rabina Galicji Edgara Glucka odbudowano ohel cadyka Mordechaja Josefa Leinera (ucznia Jakub Icchaka Horowitza) i jego rodziny którego ściany obłożono odzyskanymi fragmentami macew.
Od 2003 r. do opieki nad nekropolią włączyli się też nauczyciele i uczniowie z Zespołu Szkół w Izbicy. Do współpracy zaprosili też niemieckie stowarzyszenie Bildungswerk Stanislaw Hantz z Kassel. 
We wrześniu 2006 roku Fundacja Ochrony Dziedzictwa Żydowskiego, wspólnie z Tvschoenfilm, przeprowadziła rozbiórkę budynku dawnego więzienia. Po zakończeniu prac rozbiórkowych macewy zostały przeniesione na cmentarz. Jesienią 2006 roku w realizację projektu upamiętnienia cmentarza żydowskiego w Izbicy włączyła się ambasada Republiki Federalnej Niemiec. Dzięki udzielonemu przez niemiecką ambasadę wsparciu finansowemu: przeniesiono na cmentarz macewy, wykorzystane w czasie II wojny światowej do budowy więzienia gestapo; wzniesiono pomnik upamiętniający społeczność żydowską Izbicy; zorganizowano warsztaty z kultury żydowskiej dla uczniów Zespołu Szkół w Izbicy; wytyczono granice geodezyjne cmentarza oraz przygotowano projekt ogrodzenia. 
3 listopada 2021 roku – na cmentarzu żydowskim, zgodne z jego wolą, został pochowany Ks. infułat Grzegorz Pawłowski, który urodził się w rodzinie zamojskich ortodoksyjnych Żydów jako Jakub Hersz Griner, a zmarł  21 października 2021 r.  w Jafie w Izraelu w wieku 90 lat.